# Marc-Antoine de Dampierre
Marc-Antoine, markiz de Dampierre (ur. 20 maja 1678 w Franleu, zm. 17 czerwca 1756 w Wersalu)  – francuski arystokrata, wojskowy i kompozytor późnego baroku.
W jego muzyce słychać przede wszystkim echa trąbek i rogów myśliwskich, które były dla niego inspiracją, markiz był bowiem wielkim amatorem łowów. Brał również udział w koncertach kapeli Concert Spirituel. 22 lutego 1705 roku poślubił Justine-Marguerite Colomes, córkę aptekarza artylerii księcia du Maine. W późniejszym etapie życia był królewskim gubernatorem Langwedocji.